# فابيو بيترز
فابيو بيترز (بالإسبانية: Fabio Pieters)‏ هو لاعب كرة قدم أرجنتيني في مركز الوسط، ولد في 3 يونيو 1978 في Rojas, Buenos Aires ‏ في الأرجنتين. لعب مع إستوديانتيس دي لا بلاتا وتاليريس كوردوبا وخميناسيا خوخوي وديفينسوريس دي بيلغرانو ولوس أنديس ونادي لانوس.

## وصلات خارجية
- فابيو بيترز على موقع قاعدة بيانات كرة القدم.إي يو (الإنجليزية)
- فابيو بيترز على موقع عالم كرة القدم.نت (الإنجليزية)